# Jörn Donner
För andra betydelser, se Donner.
Jörn Johan Donner, född 5 februari 1933 i Helsingfors, död 30 januari 2020 i Helsingfors, var en finlandssvensk författare, filmregissör, filmproducent, journalist, kritiker och politiker (för SFP, SDP och DFFF).
Jörn Donner etablerade sig, sedan 1950-talets genombrott som skribent, som kulturpersonlighet i Finland och Sverige. Under 1960-talet verkade Donner som filmskapare, för att under 1970-talet vara verksam inom Svenska Filminstitutet, där han var VD 1978–1982. Han är den ende finländare som mottagit en Oscar, genom sin roll som producent för Fanny och Alexander (1982).
Efter återkomsten till Finland på 1980-talet var Donner riksdagsledamot – ett tag under 1990-talet satt han dock även i bankfullmäktige för Finlands Bank. Han var styrelseordförande för Finlands Filmstiftelse i Helsingfors.Inom kulturen verkade han främst som författare, även om han fortsatte verka inom filmen. Donner har ofta setts som en provokatör genom sina filmer, böcker och uttalanden.
Donner hann bland annat skriva mer än 60 litterära verk, närmare 4 000 artiklar och kolumner i olika tidningar och tidskrifter samt regissera ett drygt dussin filmer samt därutöver producera ytterligare 60. Enligt en minnesartikel i Svenska Yle har det knappast funnits någon som kunnat mäta sig med Jörn Donner i arbetskapacitet och produktivitet i finländskt kulturliv eller ”någon som förmått reta gallfeber på så många människor samtidigt som han blivit älskad, hyllad och respekterad av minst lika många”. 

## Biografi

### Familjen
Släkten Donner kom från Tyskland, närmare bestämt från Lübeck där de var hantverkare. Anfadern Joachim Donner flyttade 1693 först till den svenska befästningen Nyen Skans, nuvarande Sankt Petersburg, där han arbetade till 1702 som tysk skollärare. Därefter kom han via Viborg till Helsingfors.
Jörn Donner var yngste son till filologen och etnografen Kai Donner och Margareta (Greta) von Bonsdorff samt bror till Kai Otto och Joakim Donner. Donners morfar var friherren Hjalmar Gabriel von Bonsdorff och hans morbror var Per von Bonsdorff. Jörn Donner föddes på Boijes privatsjukhus vid Bulevarden i Helsingfors. Hans amma och barnsköterska var Signe Sjöblom. Han bodde även med makarna Sjöblom ute i Bromarv när ingen ur den egna familjen fanns på plats. Birger Sjöblom lärde honom fiska och Donner har sedan barndomen ett stort intresse för fiske.
Donner växte upp i ett svenskspråkigt hem som yngst av fem syskon. Hans far avled när han var två år och modern när han var i 20-årsåldern efter att ha varit sjuk under flera år. Barndomen var tvåspråkig där svenska talades i hemmet och skolan. Finska talade han återkommande i vardagen, på familjens gård talade tjänstfolket finska med Donner. Inom familjen växlade man problemfritt mellan språken. Donners modersmål var svenska, men i princip var han fullt tvåspråkig (svenska och finska). Donner såg sig som en svenskspråkig finländare, inte en finlandssvensk.
Donner växte upp i familjens hus på Norra kajen 12  (NK i memoarerna) i stadsdelen Kronohagen i Helsingfors och periodvis i familjens sommarhus Framnäs i Bromarv och familjegården Ahdenkallio. Familjens stenhus i nyrenässansstil på Norra kajen hade hans farfar professorn Otto Donner låtit uppföra 1899. Han gick på Tyska skolan på Malmbrinken i Helsingfors innan han antogs till Svenska normallyceum. Han hotades med relegering vid ett tillfälle. Han hoppade av sina studier och klädde sig ”demonstrativt dåligt” i sena tonåren. Donner tävlade framgångsrikt i bordtennis i tonåren och intresserade sig även för löpning. Som vuxen spelade han squash och badminton. Han besökte Sverige för första gången 1949.

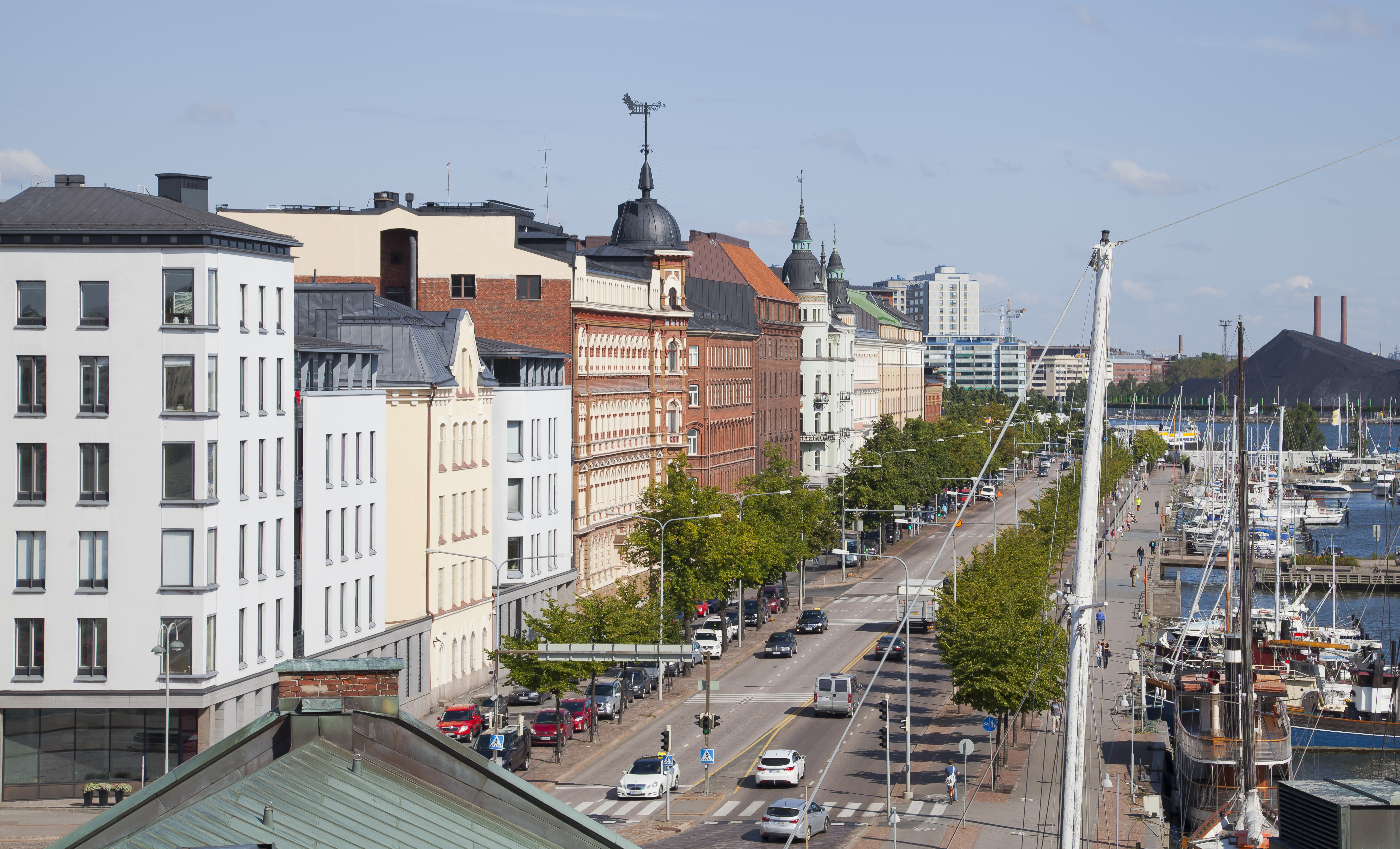
Donner växte upp i Donnerska huset på Norra kajen 12 i Helsingfors.

Han tog senare en magisterexamen i allmän statslära och nordisk litteratur på Helsingfors universitet. Under 1950-talet hörde Atos Wirtanen, Raoul Palmgren, Hagar Olsson, Elmer Diktonius, Gunnar Björling, Arvo Turtiainen och Elvi Sinervo till hans goda vänner. Han gjorde inte militärtjänst utan civiltjänstgöring i Björneborg 1958–1959. Han gjorde under 1950-talet karriär som litteratur- och filmkritiker samt kolumnist i bland annat Dagens Nyheter. Han anställdes av Olof Lagercrantz.
Han var gift med Inga-Britt Wik 1954–1962, levde med Harriet Andersson under en stor del av 1960-talet, var gift med Jeanette Bonnier 1974–1988 och var från 1995 gift med journalisten Bitte Westerlund. Donner har sex barn varav två söner med Wik, varav den ene Johan Donner, samt två söner med Bitte Westerlund, varav den ene Rafael Donner. Sonen Otto Gabrielsson, med partnern Lisbet Gabrielsson, skriver om sin frånvarande far i boken Vildhavre - sista brevet till pappa. Efter Donners död fann hans änka ett antal mail från olika kvinnor i hans dator, med vilka Donner haft utomäktenskapliga relationer. Med en av kvinnorna hade han haft en relation under 50 års tid. Efter att ha rådgjort med sönerna valde Donners änka att hälla en del av hans aska i komposten. Westerlund kontaktade också de berörda kvinnorna och berättade om detta i Philip Teirs bok J & B – Scener ur ett skenäktenskap.
Donner var en ivrig fotograf. Efter hans död hittade man cirka 30 000 fotografier, som han tagit i hemmet och på sina resor.

### Författaren
Donner har beskrivit hur han som ett mycket ensamt barn började skriva som åttaåring och som femtonåring skrev sin första roman. Sommaren 1951 arbetade han som redaktör på Borgåbladet. Under 1950-talet inleddes hans författar- och skribentbana med prosa och filmrecensioner. Han arbetade också med kulturtidskriften Arena tillsammans med bland andra Christer Kihlman. I slutet av 1950-talet firade han framgångar inom reportagelitteraturen med Rapport från Berlin (1958) och Rapport från Donau (1962). Rapport från Berlin har getts ut på nytt ett flertal gånger. 1962 utgavs hans bok om Ingmar Bergman, Djävulens ansikte. Donner skrev 1967 Nya boken om vårt land och ännu en uppföljare 1992: Nyaste boken om vårt land där han skrivit antiteser till Zacharias Topelius Boken om vårt land. 1968 utkom Världsboken. 1973 utkom hans skildring av Sverige, Sverigeboken. Donner var förutom romanförfattare och essäist även kolumnist - han skrev bland annat under åren 1980-85, hela 250 kolumner i Huvudstadsbladet, ett 50-tal återutgivna i boken ”Hemåt i höstregn”.
”Jörn Donner är en av de stora paradoxerna inom finländsk kultur och politik: han är en kritiker som har gisslat drag i sin släktbakgrund och i finlandssvenska traditioner samtidigt som han har skrivit alla sina verk på svenska och njuter av att hålla tal på svenska.” – Kalevi Kalemaa

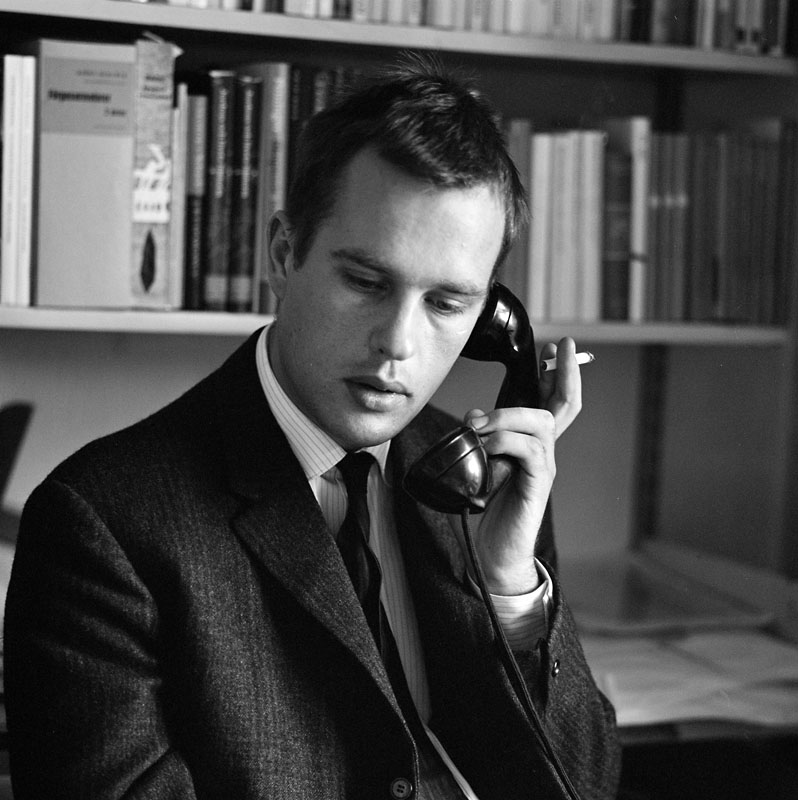
Jörn Donner på Bonniers förlag 1962.

Donner skrev även mellan åren 1955 och 2001 en lång romansvit på 14 delar om en finlandssvensk industrisläkt. Den inleddes med Jag, Erik Anders och avslutades med Hjärtat är en svekfull vän och i sviten ingår bland andra Angelas krig (1975) och Gabriels dag (1982). 1985 belönades han med Finlandiapriset för romanen Far och son som även den ingår i sviten. Finlandiapriset är den finska motsvarigheten till svenska Augustpriset.
Donner skrev under sin senare karriär verk om Finlands historia och den egna släktbakgrunden. Han skrev om fadern Kai Donner i I min fars fotspår (2006) och farmodern Minette Munck  om hennes ungdomskärlek i Kärlekens ingenmansland (2002). Han ägnade även tid åt sin förebild Elmer Diktonius som han skrev en bok om 2007. 2011 gav han ut en bok om Gustaf Mannerheim, Anteckningar om Mannerheim, och gjorde även ett porträtt av Mannerheim för TV. År 2013 kom hans självbiografi Mammuten ut, vilken är en blandning av fiktion och Jörn Donners liv. År 2015 följde Sverige – resor i ett främmande land, en uppföljare till Sverigeboken från 1973. Donner skrev även böcker på uppdrag för Stockmann och Fazer. 2002 mottog han Svenska litteratursällskapet i Finlands största pris Tollanderska priset:
”För en lika omfattande som omväxlande kulturgärning, präglad av orädd integritet och sällsynt vitt perspektiv, av en revoltanda kombinerad med påfallande känsla för traditionen. Jörn Donner har alltsedan 1950-talet varit en outtröttlig rapportör från världen utanför. Den med Hjärtat är en svekfull vän nu avslutade romanserien [...] är ett betydande prov på episk berättarkonst, som kastar ljus över den ekonomiska och sociopolitiska utvecklingen i det efterkrigstida Finland.”
Böcker av Donner har översatts till danska, engelska, franska, italienska och estniska.

### Filmskaparen
Donner var med och grundade Finlands filmarkiv (nuvarande Nationella audiovisuella institutet) 1957. Under 1960- och 1970-talet verkade han som regissör och producent, där han bland annat regisserade Sixtynine och Kvinnobilder. Dessa två filmer har nått betydande publiksiffror, medan hans andra filmer på grund av sitt provokativa innehåll har uppmärksammats och lett till debatt. Han fick pris för bästa debutfilm på Venedigfestivalen 1963. Donner växlade mellan Sverige och Finland i sin filmproduktion och övriga karriär. Under flera år pendlade han varje vecka mellan Stockholm och Helsingfors.
1963 regisserade han kortfilmen Vittnesbörd om henne med Monica Zetterlund i huvudrollen. I filmen medverkar även Vilgot Sjöman. Filmen gjordes som ett experiment för att testa Donners kvalitéer som regissör. Det var Ingmar Bergman som tog initiativet till att göra filmen. Samma år skrev och regisserade Donner En söndag i september som mottog Opera Prima-priset för bästa regidebut 1963. Filmen tilldelades även Svenska Filminstitutets kvalitetsbidrag. I rollerna ses bland andra Harriet Andersson, Thommy Berggren och Barbro Kollberg. Donners dramafilm Att älska (1964) fick motta flera priser. Att älska fick ett varmt mottagande vid Filmfestivalen i Venedig Vid Filmfestivalen i Venedig fick Harriet Andersson Volpipokalen för bästa kvinnliga skådespelare. Filmen fick också ett hedersdiplom vid Venedigs filmfestival samt mottog Svenska Filminstitutets kvalitetsbidrag. Filmen såldes utomlands för 700 000 kronor.
Donners Tvärbalk bygger på boken med samma namn av Sivar Arnér. När boken kom ut 1963 recenserades den av bland andra Donner. I sin recension skrev han bland annat att det i romanen finns personer som är "oerhört typiska för svenska attityder, inte bara de intellektuellas". Han fortsatte: "De har samvete. De undrar vad som borde göras i Afrika eller Asien. De ängslas över om de vågar äta sin mat eller inte. Men för dem är inte världen som sådan ett samvetsproblem. Deras eget samvete är samvetsproblemet. De framstår som engagemangets fariséer."
Filmen kom att bli ett ekonomiskt bakslag och fick ingen kvalitetspremie från Svenska Filminstitutet. Svart på vitt (1968) skapade mycket uppmärksamhet bland annat för sina sexscener, som var de mest vågade som dittills förekommit i en finsk film. Filmhistorikern Peter von Bagh säger att "konfliktarenan här, liksom i Donners senare filmer, är sängen, var den än må vara. Utgångspunkten är ett familjeporträtt: en idealbild av lycka, en miniatyr av det välmående Finland. Huvudpersonen gränsar till utbrändhet, och kameran följer dramat av de andra sönderfallande karaktärerna och relationerna som om i ett laborationsexperiment."
Kvinnobilder med manus av Donner som även klippte filmen är en självironisk satir över Donners egen väg till berömmelse i slutet av 1960-talet. Den producerades av hans eget bolag Jörn Donner Productions Oy. Filmen ansågs för vågad och riskerade totalförbund men kom istället att beläggas med en straffskatt och krav på att den skulle klippas om. I Sverige regisserade Donner den romantiska komedi- och dramafilmen Baksmälla där han själv spelade huvudrollen. Donner hade tidigare gjort en finländsk version av Baksmälla med titeln Ömhet.
Donner var vän med Armi Ratia och satt i Marimekkos styrelse 1967–1974. 2015 regisserade han filmen Armi lever! om Marimekko-skaparen där han även själv medverkar kort i en scen. Under 1970-talet var han även engagerad i flera byggprojekt. Projekten blev ekonomiska misslyckanden: Donner sålde mark som tillhörde familjen och investerade i ett hotellprojekt i Hyvinge och fritidsanläggningar i Gustavs och Siilinjärvi. Donner fick stora ekonomiska bekymmer som han sedan kunde ta sig ur.
Sista gången uppträdde Donner framför kameran sex veckor före sin död, då dokumentärfilmen Donner – privat spelades in i hans hem. Han själv kallade filmen sin ”epilog”. Filmen fick sin premiär i januari 2021.

### Arbete på Svenska Filminstitutet
I samband med Sverigeboken knöt Harry Schein Donner till Svenska Filminstitutet, där han från oktober 1972 fick ansvar för Cinemateket och internationella aktiviteter. Donner filmade 1977 Män kan inte våldtas efter Märta Tikkanens roman, vilken han både skrev manus för, regisserade och producerade. Samma år var han värd för den direktsända talkshowen Sommarkväll från Göteborg i SVT. Donner kritiserades för programmet, eftersom rökning och spritförtäring rikligt förekom i det.
Donner var 1978–1982 verkställande direktör för Svenska Filminstitutet. Donner skrev sin ansökan under en vistelse i Zürich och i sin ansökan uttryckte han skepsis inför möjligheterna att få jobbet. Bland annat såg han problem i sin åsikt att regissörerna inte bör få större utan mindre frihet för att gagna svensk film. Donner nämnde också faktumet att utnämningen skulle ske i samråd med personalen som ett hinder, då Donner inte bedrivit "popularitetsintriger". Donner såg ett behov av reformer på Svenska Filminstitutet. Personalen på Filminstitutet var positiva till Donner som ny VD och hade tidigare motsatt sig ett utnämnande av statssekreteraren Bert Levin.
1979 var Donner juryordförande vid Filmfestivalen i Berlin. I december 1980 rapporterades om konflikter vid Svenska Filminstitutet där Donner anklagades för vanstyre. Donner mötte anklagelserna och tog upp att bland annat Bo Widerbergs och Vilgot Sjömans produktioner hade stora problem. Donner fick agera medlare mellan Widerberg och hans tyska producent. I Vilgot Sjömans fall hade skådespelarna vid inspelningen av Sjömans film bett Donner agera då Sjöman och skådespelarna hade olika uppfattningar vad det var för film de spelade in. Enligt Per Ahlmark, styrelseordförande i Svenska Filminstitutet under den tid som Donner var VD, avskedades Donner på grund av att han vid upprepade tillfällen uttalat sig kränkande och nedvärderande om flera ledande svenska filmare, däribland Bo Widerberg, Vilgot Sjöman och Roy Andersson. Samtidigt när Donner hjälpte Bo Widerberg med filmen Victoria blev han efteråt utskälld av Widerberg i media. Donner har skrivit om hur Widerberg vägrade färdigställa filmen. Filmvetaren Hynek Pallas menar att "Donner trodde på filmen som konstnärligt uttryck och gav fria filmare nya möjligheter". Donner kommenterade sin och Harry Scheins relationer till svenska filmregissörer i sin biografi 2013:
”Han [Harry Schein] är hatad och avskydd av ett antal svenska filmregissörer, med vilka jag har bitvis goda relationer, tills jag kommer underfund med att jag tycker lika illa om dem som Harry, lika djupt föraktar deras pretentiösa smörja som han. Ingenting gör dem mer förbannade än ett avslöjande att de är nakna, obegåvade och lata.”
Den 15 januari 1981 skrev Donner ett brev där han klargjorde att han inte kunde fortsätta som VD för Filminstitutet och hänvisade till att han utnämnts till styrelseordförande i Finlands Filmstiftelse. En diskussion följde om det var att anse som en avskedsansökan eller inte. Per Ahlmark ansåg att det var det men fackets Yngve Bengtsson ansåg det inte var det. Facket ansåg att det var en konflikt mellan Ahlmark och Donner som hanterats illa. När Donner slutade på Filminstitutet 1982 flyttade han tillbaka till Finland. Han var producent till Ingmar Bergmans film Fanny och Alexander från 1982, som vann fyra Oscar 1984. Jörn Donner mottog tillsammans med Ingmar Bergmans fru Ingrid Bergman priset för bästa utländska film. Anna Serner, vd för Svenska Filminstitutet, uttalade vid Donners bortgång att ”han var en av Svenska Filminstitutets viktigaste vd:ar. Han hade gått över budgeten och det var nästan så att medarbetarna Inte fick lön, för han insåg att det här måste bara göras”.
Dirty Story innebar Jörn Donners comeback till det aktiva filmarbetet efter att ha varit VD för Svenska Filminstitutet. Filmen var Donners första sedan Män kan inte våldtas.

### Riksdagsman och kommunalpolitiker

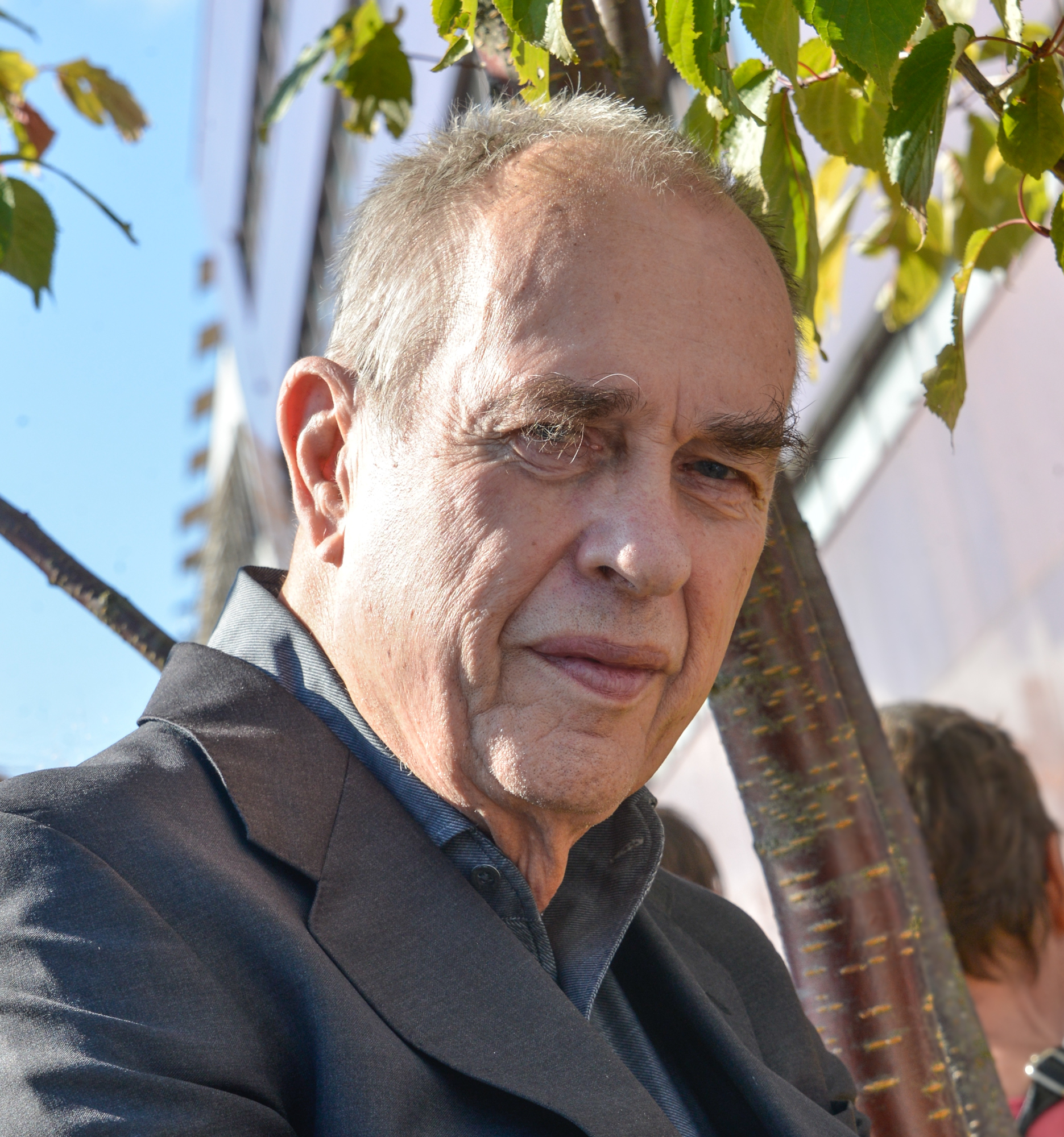
Jörn Donner på Sergels torg i Stockholm under den svenska valrörelsen 2014.

Som politiker representerade Donner Svenska folkpartiet, Finlands socialdemokratiska parti och Demokratiska förbundet för Finlands folk. 1968 valdes han in i Helsingfors stadsfullmäktige för Demokratiska förbundet för Finlands folk men blev sedan politisk vilde fram till 1973. 1984 gick han med i Svenska folkpartiet och ställde upp som kandidat till stadsfullmäktige  i Helsingfors. Donner tog sedan en plats i denna. Han var riksdagsman för Svenska folkpartiet 1987–1995. 1994 stödde han Martti Ahtisaari i presidentvalet varpå han var Finlands generalkonsul i Los Angeles 1995–1996. Han var medlem av Europaparlamentet för Finlands socialdemokratiska parti 1996–1999.
”Utmärkande för D. är de ständiga uppbrotten från trygga positioner, ett ifrågasättande som finns inbyggt i hans personlighet. [...] Kontroversen är D:s livsluft, i finländsk samhälls- och kulturdebatt har hans insats få motsvarigheter.”

Han satt på nytt i riksdagen 2007 som ersättare för Eva Biaudet. Han förlorade i ett personalval till riksdagen mot Astrid Thors 2011, men kom att ersätta henne som riksdagsledamot 2013. Han satt i riksdagen till 2014 och valde att inte kandidera i följande riksdagsval med motiveringen att han inte ansåg sig ha tid för politik. Han satt i Ekenäs stadsfullmäktige som obunden 2001–2003. Han var 2005–2008 ordförande för Helsingfors stads kultur- och biblioteksnämnd.

### Bilden av Donner
När han var på väg att slå igenom som ung beskrevs Donner som "Finlands argaste unga man" av Bo Strömstedt i Expressen. Under 1960-talet blev han känd som radikal filmskapare. Donner blev känd som provokatör och har beskrivits som en finlandssvensk outsider i den svenska kulturvärlden. Samtidigt beskrevs han som en av Nordens största kulturpersonligheter. Donner har beskrivits som en spännande och egensinnig kulturpersonlighet. och benämnts "yrkesprovokatör". En allmän bild av Donner har varit som den rökande, drickande, svärande och arrogante finlandssvensken. Samtidigt har han beskrivits som en man med "knivskarpt intellekt". Donner – med sitt rykte som bohem – var också mycket produktiv med 60 böcker och 20-talet filmproduktioner. Han var en av Svenskfinlands mest produktiva författare.

”Genom att kombinera suverän överklassfinlandssvenskhet med oborstad macho-finskhet har han oförskräckt chockerat Sverige och erövrat det finska Finland. Hans persona erbjuder kompensation för en lång rad nationella mindervärdeskomplex [...] han är jetplanens, ordbehandlarnas, filmens, tv:ns och reklamens man. Han är mannen som kan få kvällstidningarnas upplagor att stiga, han är i sant postmodernistisk mening sitt eget budskap.” – Merete Mazzarella om Donner.

Kalevi Kalemaa beskriver i Biografiskt lexikon för Finland Donner som en offentlighetens gunstling även om hans provokationer mött ogillande liksom hans bohemiska framtoning: nonchalant klädsel och uppförande. Kalemaa menar att hans stil reducerat hans möjligheter att nå fram med sina avsikter och budskap.
Den förre ärkebiskopen i Finland John Vikström skriver dock att när han jämför sin meritlista med Donners - så hade han varit en ”hyvä jätkä” (bra pojke) om han hade skrivit åtminstone ”en av dina drygt 50 böcker och regisserat en enda av dina omkring 20 långfilmer”, dvs en imponerande livsgärning.